# قطعنامه ۱۴۰۷ شورای امنیت
قطعنامه ۱۴۰۷ شورای امنیت سازمان ملل متحد که در تاریخ ۰۳ مه ۲۰۰۲ تصویب شد، سندی بین‌المللی دربارهٔ بررسی وضعیت در سومالی است. این قطعنامه طی نشست ۴۵۲۴ام با ۱۵ رای موافق، ۰ مخالف و ۰ ممتنع تصویب شد.